# Horohoro (Nueva Zelanda)
Horohoro es una comunidad rural agrícola localizada a 15 kilómetros al suroeste de Rotorua (Nueva Zelanda). Horohoro es una montaña de cima plana con acantilados perpendiculares y es un punto emblemático en la zona de Rotorua. Es la patria ancestral de los Ngāti Kea Ngāti Tuarā, un iwi maorí, cuyos antepasados relataron un incidente en el cual Kahumatamomoe, un jefe de un Te Awara, se lavó las manos en un arroyo situado en el extremo norte de la montaña Horohoro. A raíz de esta historia, el nombre completo de la montaña es Te Horohoroinga o ngā ringa o Kahumatamomoe.
Horohoro fue una de las primeras zonas elegidas en el proyecto de desarrollo de terrenos de 1929 por parte de Āpirana Ngata, que propuso la construcción de granjas en tierras maoríes. Este proyecto presentó una oportunidad laboral para los inmigrantes.
Horohoro posee dos maraes que forman parte de Ngāti Kea Ngāti Tuarā: Kearoa marae y Rongomaipapa marae. Rongomaipapa marae también está afiliada a Tūhourangi y a Ngāti Kahungunu.

## Educación
La Escuela de Horohoro es una escuela primaria pública coeducacional para estudiantes de primer a octavo año. Tenía una matrícula de 54 estudiantes en marzo de 2021.